# Seleção Albanesa de Futebol Sub-15
A Seleção Albanesa de Futebol Sub-15 é a seleção Sub-15 que representa a Albânia em competições internacionais dessa idade. E é controlada pela Associação de Futebol da Albânia
A equipe foi formada em 25 de Junho de 2009, a Federação nomeou o ex-jogador Albanês, Sulejman Demollari como técnico da seleção.

## Ver Também
Seleção Albanesa de Futebol
Seleção Albanesa de Futebol Sub-21
Seleção Albanesa de Futebol Sub-19
Seleção Albanesa de Futebol Sub-17